# III liga polska w piłce nożnej, grupa łódzko-mazowiecka (2013/2014)
III liga, grupa łódzko-mazowiecka, sezon 2013/2014 – 6. edycja rozgrywek czwartego poziomu ligowego piłki nożnej mężczyzn w Polsce po reorganizacji lig w 2008 roku. Brało w niej udział 20 drużyn z województwa łódzkiego i województwa mazowieckiego. Walczyły one o miejsce w barażach do II ligi. Ostatnie zespoły spadły odpowiednio do grup: łódzkiej, mazowieckiej (południe) i mazowieckiej (północ) IV ligi. W sezonie 2013/2014 rozgrywki prowadził Mazowiecki Związek Piłki Nożnej. 
Sezon ligowy rozpoczął się w 10 sierpnia 2013 roku, a ostatnie mecze rozegrane zostały 8 czerwca 2014 roku.

## Zasady rozgrywek
Zmagania w lidze toczą się systemem kołowym w dwóch rundach – jesiennej i wiosennej. Każda z drużyn rozgrywa z pozostałymi po 2 mecze. Zwycięzca otrzymuje możliwość gry w barażach o II ligę. 
Do ligi awansuje mistrz i wicemistrz IV ligi grupa łódzka oraz mistrz IV ligi grupa mazowiecka (południe) i mistrz IV ligi grupa mazowiecka (północ). Drużyny, które po zakończeniu rozgrywek zajmą w tabeli odpowiednio 14, 15, 16, 17 i 18 miejsce, spadają do właściwej terytorialnie IV ligi i będą w kolejnym sezonie występować w IV lidze. Ilość drużyn spadających z III ligi ulega zwiększeniu o ilość drużyn, które spadną z II ligi zgodnie z przynależnością terytorialną do Łódzkiego lub Mazowieckiego ZPN..
Drużyna, które zrezygnuje z uczestnictwa w rozgrywkach, degradowana jest o 2 klasy rozgrywkowe i przenoszona na ostatnie miejsce w tabeli (jeśli rozegrała przynajmniej 50% spotkań sezonu; wtedy mecze nierozegrane weryfikowane są jako walkowery 0:3 na niekorzyść drużyny wycofanej) lub jej wyniki zostają anulowane. Z rozgrywek eliminowana – i również degradowana o 2 klasy rozgrywkowe – jest drużyna, która nie rozegra z własnej winy 3 spotkań sezonu.
Kolejność w tabeli ustala się według liczby zdobytych punktów. W przypadku uzyskania równej ilości punktów przez dwie drużyny, o zajętym miejscu decydują:
a) liczba zdobytych punktów w spotkaniach bezpośrednich,
b) korzystniejsza różnica między zdobytymi i utraconymi bramkami w spotkaniach bezpośrednich,
c) przy uwzględnieniu reguły UEFA, że bramki strzelone na wyjeździe liczone są podwójnie, korzystniejsza różnica między zdobytymi i utraconymi bramkami w spotkaniach bezpośrednich,
d) korzystniejsza różnica bramek we wszystkich spotkaniach z całego cyklu rozgrywek,
e) większa liczba bramek zdobytych we wszystkich spotkaniach z całego cyklu.
W przypadku, gdy dwoma zespołami o jednakowej liczbie punktów są zespoły, których kolejność decyduje o awansie lub spadku, stosuje się wyłącznie zasady określone w punktach a, b i c, a jeżeli one nie rozstrzygną kolejności, zarządza się spotkanie barażowe na neutralnym boisku, wyznaczonym przez Wydział Gier PZPN.
Przy więcej niż dwóch zespołach przeprowadza się dodatkową punktację pomocniczą spotkań wyłącznie między zainteresowanymi drużynami, kierując się kolejno zasadami podanymi punktach a, b, c, d oraz e.
W grupie występuje 20 zespołów, które walczyły o miejsce premiowane możliwością gry w barażu o II ligę. Ostatnie zespoły spadły odpowiednio do grup: łódzkiej, mazowieckiej południowej i mazowieckiej północnej IV ligi.

## Rozgrywki
| Uczestnicy poprzedniej edycji | Uczestnicy poprzedniej edycji | Uczestnicy poprzedniej edycji | Uczestnicy poprzedniej edycji |
| ----------------------------- | ----------------------------- | ----------------------------- | ----------------------------- |
| SOK                           | Sokół Aleksandrów Łódzki      | 2                             |                               |
| URS                           | Ursus Warszawa                | 3                             |                               |
| LTM                           | Lechia Tomaszów Mazowiecki    | 4                             |                               |
| TGK                           | GKP Targówek                  | 5                             |                               |
| BRŃ                           | Broń Radom                    | 6                             |                               |
| OMG                           | Omega Kleszczów               | 7                             |                               |
| WLŃ                           | WKS Wieluń                    | 8                             |                               |
| MKS                           | MKS Kutno                     | 9                             |                               |
| PGM                           | Pogoń Grodzisk Mazowiecki     | 10                            |                               |
| MAZ                           | Mazur Karczew                 | 11                            |                               |
| SOT                           | Start Otwock                  | 12                            |                               |
| RZG                           | Zawisza Rzgów                 | 13                            |                               |
| SDZ                           | Warta Sieradz                 | 14                            |                               |

| Awans z IV ligi 2012/2013   | Awans z IV ligi 2012/2013 | Awans z IV ligi 2012/2013 | Awans z IV ligi 2012/2013 |
| --------------------------- | ------------------------- | ------------------------- | ------------------------- |
| grupa łódźka                |                           |                           |                           |
| MEC                         | Mechanik Radomsko         | 31                        |                           |
| grupa mazowiecka północna   |                           |                           |                           |
| HWO                         | Huragan Wołomin           | 1                         |                           |
| grupa mazowiecka południowa |                           |                           |                           |
| PIL                         | Pilica Białobrzegi        | 1                         |                           |
| ŻYR                         | Żyrardowianka Żyrardów    | 2                         |                           |

| Legia II Warszawa | PZPN3 |
| Widzew II Łódź    | PZPN3 |
| GKS II Bełchatów  | PZPN3 |

Objaśnienia:
1. Mistrz IV ligi łódzkiej KS Paradyż zrezygnował z awansu do III ligi. Jego miejsce zajął Mechanik Radomsko.
2. Zespół wygrał baraż uzupełniający wobec braku licencji dla wicemistrza ligi łódzkiej.
3. Zgodnie z uchwałą PZPN o rozwiązaniu Młodej Ekstraklasy, rezerwy drużyn grających w najwyższej klasie rozgrywkowej mają wrócić do lig, w których grały przed jej utworzeniem[4].

## Tabela
| Lp. | Drużyna                    | M  | Z  | R  | P  | Bramki | Bramki | Różn. | Pkt | Uwagi             | Bezpośrednio |
| --- | -------------------------- | -- | -- | -- | -- | ------ | ------ | ----- | --- | ----------------- | ------------ |
| 1   | Ursus Warszawa (M)         | 38 | 22 | 9  | 7  | 60     | 28     | +32   | 75  | Baraże o II ligę  |              |
| 2   | Broń Radom                 | 38 | 21 | 10 | 7  | 68     | 42     | +26   | 73  |                   |              |
| 3   | Legia II Warszawa          | 38 | 21 | 8  | 9  | 72     | 37     | +35   | 71  |                   |              |
| 4   | Warta Sieradz              | 38 | 19 | 9  | 10 | 57     | 46     | +11   | 66  |                   |              |
| 5   | MKS Kutno1 (S)             | 38 | 18 | 10 | 10 | 56     | 41     | +15   | 64  |                   |              |
| 6   | Omega Kleszczów            | 38 | 18 | 7  | 13 | 59     | 45     | +14   | 61  |                   |              |
| 7   | Pilica Białobrzegi         | 38 | 16 | 9  | 13 | 57     | 46     | +11   | 57  |                   |              |
| 8   | Lechia Tomaszów Mazowiecki | 38 | 16 | 9  | 13 | 48     | 37     | +11   | 57  |                   |              |
| 9   | Start Otwock               | 38 | 15 | 11 | 12 | 53     | 43     | +10   | 56  |                   |              |
| 10  | WKS Wieluń                 | 38 | 15 | 10 | 13 | 52     | 45     | +7    | 55  |                   |              |
| 11  | GKP Targówek               | 38 | 16 | 5  | 17 | 46     | 53     | −7    | 53  |                   |              |
| 12  | Pogoń Grodzisk Mazowiecki  | 38 | 14 | 11 | 13 | 43     | 45     | −2    | 53  |                   |              |
| 13  | Sokół Aleksandrów Łódzki2  | 38 | 14 | 9  | 15 | 32     | 39     | −7    | 51  |                   |              |
| 14  | Widzew II Łódź (S)         | 38 | 13 | 12 | 13 | 66     | 65     | +1    | 51  | Spadek do IV ligi |              |
| 15  | Żyrardowianka Żyrardów (S) | 38 | 10 | 12 | 16 | 41     | 64     | −23   | 42  | Spadek do IV ligi |              |
| 16  | Zawisza Rzgów (S)          | 38 | 10 | 11 | 17 | 36     | 51     | −15   | 41  | Spadek do IV ligi |              |
| 17  | GKS II Bełchatów (S)       | 38 | 11 | 4  | 23 | 53     | 74     | −21   | 37  | Spadek do IV ligi |              |
| 18  | Huragan Wołomin (S)        | 38 | 8  | 11 | 19 | 40     | 53     | −13   | 35  | Spadek do IV ligi |              |
| 19  | Mechanik Radomsko (S)      | 38 | 8  | 8  | 22 | 29     | 58     | −29   | 32  | Spadek do IV ligi |              |
| 20  | Mazur Karczew (S)          | 38 | 3  | 9  | 26 | 22     | 78     | −56   | 18  | Spadek do IV ligi |              |

Aktualne na 8 czerwca 2014. Źródło: 90minut.pl (pol.) 
Oznaczenia: (M) – tytuł mistrzowski, (A) – awans, (S) – spadek, (B) – baraże.
Zasady ustalania kolejności: 1. liczba zdobytych punktów w całym cyklu rozgrywek; 2. liczba punktów zdobyta w meczach bezpośrednich; 3. różnica bramek w meczach bezpośrednich; 4. różnica bramek w meczach bezpośrednich – bramki zdobyte na wyjeździe liczone podwójnie; 5. różnica bramek w całym cyklu rozgrywek; 6. liczba zdobytych bramek w całym cyklu rozgrywek. 
Bezpośrednio: stosowane, gdy dwie lub więcej drużyn mają identyczny dorobek punktowy.
Objaśnienia:
1MKS Kutno wycofał się po zakończeniu rozgrywek, w związku z czym dodatkowo utrzymała się Pogoń Grodzisk Mazowiecki

## Wyniki
| Gospodarz \ Gość           | BRŃ | TGK   | BE2   | HWO | LTM | LE2 | MAZ | MEC | MKS | OMG | PIL | PGM | SOK | SOT | URS | SDZ | WI2 | WLŃ | RZG | ŻYR |
| Broń Radom                 |     | 1:1   | 3:1   | 0:0 | 0:1 | 0:1 | 1:0 | 1:0 | 3:1 | 2:1 | 1:0 | 2:0 | 2:0 | 3:2 | 0:4 | 2:2 | 3:3 | 2:0 | 3:1 | 0:0 |
| GKP Targówek               | 1:3 |       | 2:1   | 2:0 | 1:2 | 0:1 | 1:0 | 4:1 | 0:1 | 0:2 | 0:0 | 3:2 | 1:0 | 2:1 | 0:3 | 0:0 | 4:1 | 1:0 | 2:0 | 0:5 |
| GKS II Bełchatów           | 2:2 | 4:1   |       | 2:1 | 4:0 | 1:3 | 7:0 | 0:2 | 1:3 | 2:3 | 6:1 | 2:1 | 0:3 | 1:3 | 3:2 | 0:3 | 1:0 | 2:4 | 1:3 | 1:1 |
| Huragan Wołomin            | 1:3 | 1:2   | 2:0   |     | 1:2 | 2:4 | 1:1 | 3:0 | 1:2 | 1:1 | 1:2 | 0:1 | 0:1 | 2:2 | 2:1 | 1:1 | 3:5 | 0:1 | 3:0 | 0:1 |
| Lechia Tomaszów Mazowiecki | 0:0 | 3:1   | 0:1   | 1:2 |     | 1:1 | 1:0 | 0:0 | 0:1 | 0:1 | 0:1 | 1:1 | 3:0 | 2:1 | 0:0 | 0:1 | 2:1 | 0:0 | 3:4 | 4:1 |
| Legia II Warszawa          | 2:2 | 4:2   | 1:0   | 0:1 | 1:3 |     | 3:1 | 4:0 | 1:1 | 2:0 | 2:1 | 1:1 | 4:0 | 1:2 | 3:1 | 0:1 | 2:2 | 5:2 | 2:2 | 5:0 |
| Mazur Karczew              | 0:3 | 0:2   | 2:3   | 0:0 | 1:2 | 0:4 |     | 1:1 | 1:1 | 0:3 | 0:0 | 1:0 | 0:0 | 3:2 | 0:3 | 0:2 | 0:1 | 1:1 | 2:4 | 0:0 |
| Mechanik Radomsko          | 0:3 | 1:2   | 0:1   | 0:2 | 1:1 | 0:1 | 4:1 |     | 0:2 | 0:4 | 0:2 | 0:3 | 0:1 | 1:1 | 0:1 | 0:1 | 1:0 | 0:0 | 1:1 | 1:0 |
| MKS Kutno                  | 0:1 | 1:0   | 1:1   | 2:0 | 1:0 | 2:0 | 1:1 | 3:2 |     | 1:0 | 4:1 | 0:0 | 1:3 | 3:1 | 1:2 | 2:4 | 5:1 | 1:1 | 2:0 | 4:1 |
| Omega Kleszczów            | 1:0 | 2:0   | 4:1   | 1:1 | 0:2 | 0:5 | 2:1 | 1:1 | 1:1 |     | 1:2 | 3:0 | 3:1 | 3:0 | 1:1 | 1:2 | 1:3 | 4:0 | 0:0 | 3:3 |
| Pilica Białobrzegi         | 2:2 | 0:0   | 7:2   | 4:0 | 2:1 | 1:1 | 1:2 | 0:1 | 2:0 | 3:1 |     | 4:0 | 0:1 | 1:3 | 0:1 | 1:1 | 0:3 | 2:0 | 2:1 | 1:1 |
| Pogoń Grodzisk Mazowiecki  | 0:0 | 0:3   | 2:0   | 1:2 | 2:0 | 0:1 | 3:0 | 2:1 | 2:1 | 0:1 | 0:0 |     | 1:0 | 1:3 | 0:0 | 2:3 | 2:1 | 0:0 | 2:0 | 4:4 |
| Sokół Aleksandrów Łódzki   | 1:5 | 3:2   | 1:0   | 0:0 | 0:1 | 1:0 | 2:1 | 1:1 | 1:1 | 0:1 | 0:2 | 0:0 |     | 0:0 | 0:1 | 1:0 | 2:1 | 0:1 | 1:0 | 4:0 |
| Start Otwock               | 1:2 | 3:0   | 0:0   | 1:0 | 0:0 | 2:1 | 1:0 | 2:0 | 0:0 | 1:2 | 2:4 | 0:0 | 4:1 |     | 0:1 | 2:0 | 2:2 | 1:0 | 0:0 | 2:0 |
| Ursus Warszawa             | 3:1 | 1:0   | 2:0   | 1:0 | 2:1 | 1:0 | 6:0 | 2:0 | 1:2 | 3:0 | 2:2 | 2:4 | 0:0 | 1:1 |     | 1:2 | 2:0 | 2:0 | 0:0 | 0:1 |
| Warta Sieradz              | 3:2 | 0:3wo | 2:0   | 1:0 | 0:0 | 2:3 | 2:1 | 0:1 | 0:2 | 0:2 | 2:1 | 1:1 | 0:0 | 2:1 | 1:2 |     | 3:3 | 5:2 | 1:0 | 2:0 |
| Widzew II Łódź             | 3:0 | 4:1   | 1:0   | 3:3 | 1:6 | 1:2 | 4:0 | 1:0 | 2:1 | 2:0 | 2:1 | 2:3 | 0:0 | 1:1 | 2:3 | 3:3 |     | 0:0 | 1:5 | 0:0 |
| WKS Wieluń                 | 1:4 | 1:0   | 3:0wo | 1:0 | 1:2 | 0:0 | 2:0 | 4:0 | 4:1 | 2:1 | 0:2 | 3:0 | 1:0 | 1:3 | 1:1 | 1:2 | 2:2 |     | 5:1 | 5:0 |
| Zawisza Rzgów              | 1:2 | 0:1   | 0:2   | 1:1 | 0:2 | 0:1 | 1:0 | 2:1 | 0:0 | 1:0 | 2:1 | 0:1 | 1:3 | 1:0 | 0:0 | 2:1 | 0:0 | 0:2 |     | 0:0 |
| Żyrardowianka Żyrardów     | 2:4 | 0:0   | 2:1   | 2:2 | 2:1 | 1:0 | 3:1 | 1:4 | 2:0 | 1:4 | 0:1 | 0:1 | 1:0 | 1:2 | 0:1 | 2:0 | 1:4 | 0:0 | 2:2 |     |

Aktualne na 8 czerwca 2014. Źródło: 90minut.pl
Objaśnienia:
1Drużyna gospodarzy jest wymieniona po lewej stronie tabeli.
Kolory: zielony – zwycięstwo gospodarzy, żółty – remis, różowy – zwycięstwo gości.
Mistrz jesieni 2013/2014: Legia II Warszawa
Kwalifikacja do baraży o II ligę: Ursus Warszawa
Spadek z III ligi: 